# Набеглаві (мінеральна вода)

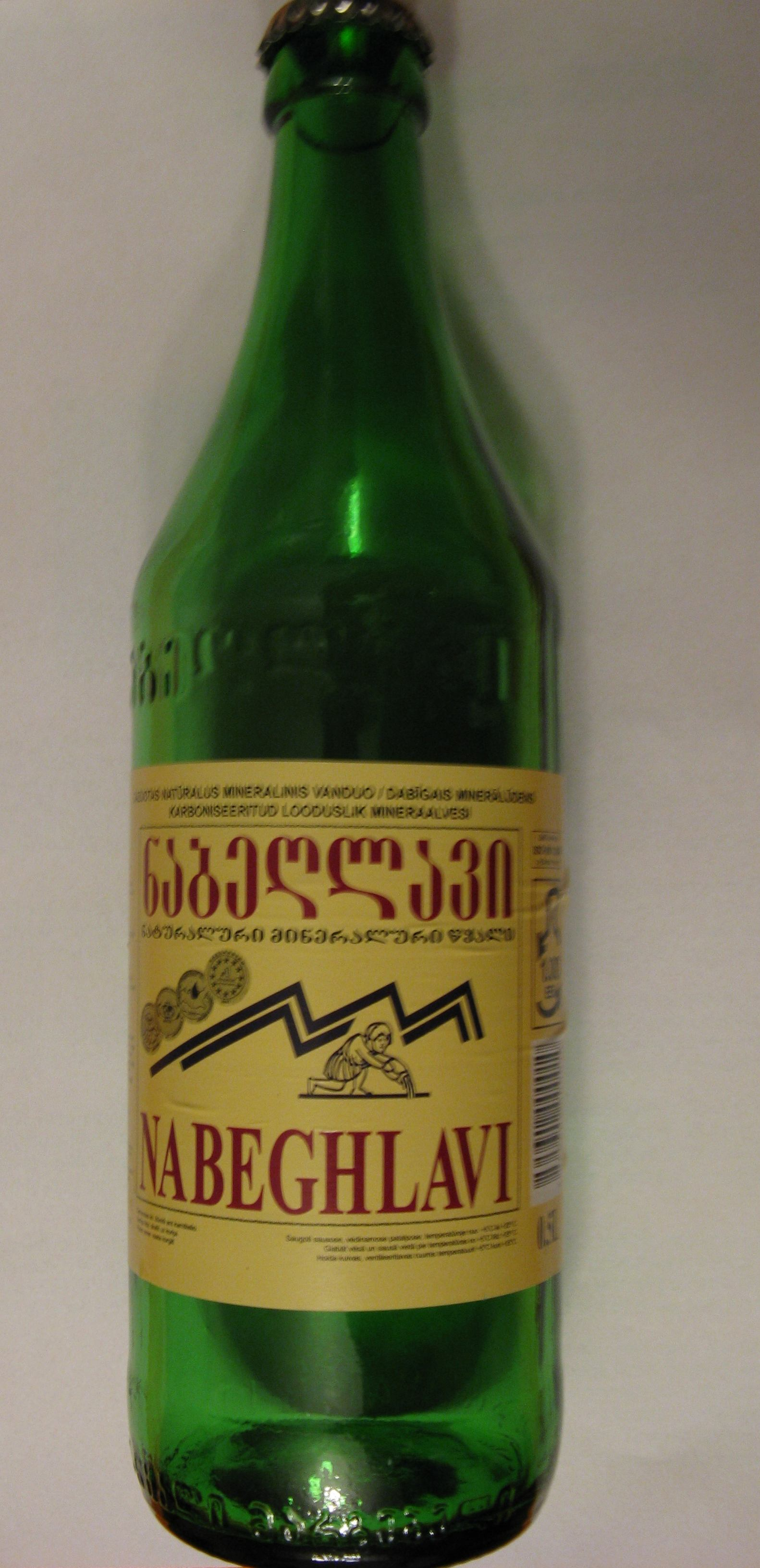
Пляшка мінеральної води «Набеглаві»

Набеглаві (груз. ნაბეღლავი) — грузинська вуглекисла гідрокарбонатно-натрієва мінеральна вода, близька за складом до відомої «Боржомі».
Джерело розташоване у бальнеологічному курорті Набеглаві (район Чохатаурі, Грузія).
Використовується для лікування захворювань шлунково-кишкового тракту.
Розливається з 1948 року. На сьогодні розлив безпосередньо на джерелі проводить грузинсько-швейцарське спільне підприємство Healthy Water Inc.

## Хімічний склад
{\displaystyle CO_{2}1,4M_{6'7}{\frac {HCO_{3}94C14}{Na77Mg13Ca^{7}}}T13-15^{\circ }C}
На 100 г води:
- кальцій (Ca2+) — 13,9 мг
- магній (Mg2+) — 12,5 мг
- натрій (Na+) — 125 мг
- калій (K+) — 550 мкг
- гідрокарбонат (HCO−
3) — 421 мг
- хлор (Cl−) — 8,3 мг
- сульфат (SO2−
4) — 14,3 мг
- нітрат (NO−
3) — 120 мкг
- літій (Li+) — 81 мкг
- манган (Mn2+) — 22 мкг
- цинк (Zn2+) — 0,2 мкг
- барій (Ba2+) — 1 мкг
- бром (Br−) — 30 мкг
- кадмій (Cd2+) — 0,02 мкг
- кобальт (Co2+) — 0,2 мкг
- хром (Cr3+) — 0,2 мкг
- мідь (Cu2+) — 0,2 мкг
- свинець (Pb2+) — 2 мкг
- нікель (Ni2+) — 0,2 мкг
- стронцій (Sr2+) — 151 мкг